# Strobilanthes pachyphyllus
Strobilanthes pachyphyllus är en akantusväxtart som beskrevs av C. B. Cl.. Strobilanthes pachyphyllus ingår i släktet Strobilanthes och familjen akantusväxter. Inga underarter finns listade i Catalogue of Life.